# Apucarana Atlético Clube
O Apucarana Atlético Clube (ACC) foi um clube brasileiro de futebol, sediado na cidade de Apucarana, no estado do Paraná. Fundado em 1975, suas cores eram o vermelho, preto e branco.

## História
O Dragão do Norte fundado no mês de dezembro de 1975, foi o terceiro time de futebol profissional da cidade, e obteve o título da Segunda Divisão no anos de 1977, conquistando o acesso para o primeiro nível do Campeonato Paranaense de Futebol.
Em 1980 o clube se licenciou do Estadual da Primeira Divisão e voltou a competir em 1984, quando novamente obteve o título da Segundona. Um ano depois, o AAC foi campeão do Torneio da Soja permanecendo na Primeira Divisão até 1996. Em seguida, com muitas dívidas, o clube acabou sendo desativado.

## Rivalidades

### Clássico AraPuca
O maior rival do Apucarana Atlético Clube é o Arapongas Esporte Clube, que disputam o Clássico AraPuca.

## Títulos

### Estaduais
- Campeonato Paranaense da Segunda Divisão: 2 vezes (1977 e 1984).